# 葛邏祿葉護國
葛邏祿葉護國，是葛邏祿部在七河地區成立的政體，由756年生存至940年。

## 歷史
葛邏祿最初是突厥汗國和回鶻汗國的屬部，因分為三部落又稱為三姓。葛邏祿與另一部落拔悉密一樣受阿史那氏管治，在742年他們受拔悉密頡跌伊施可汗統治。
在回紇打敗拔悉密後，酋長毗伽葉護頓阿波移健啜在746年歸附回紇，成為回紇屬部。但在752年他的繼承人頓毗伽葉護征服突騎施得其地後建國，定都碎葉。
當840年黠戛斯汗國摧毀回鹘汗国時，他們的葉護改為稱汗，頭銜為阙毗伽·卡迪尔汗。
汗國內的葛邏祿人有9個部落，還有粟特人和阿拉伯人。